# Angelika Brand
Angelika Brand (* 13. Februar 1976) ist eine ehemalige deutsche Leichtgewichts-Ruderin. Sie gewann eine Goldmedaille und zwei Silbermedaillen bei Weltmeisterschaften.

## Sportliche Karriere
Angelika Brand belegte bei den Junioren-Weltmeisterschaften 1993 den vierten Platz im Zweier ohne Steuerfrau, 1994 gewann sie den Titel im Doppelvierer. Beim Nations Cup, dem Vorläuferwettbewerb der U23-Weltmeisterschaften, siegte sie 1995 und 1996 im Leichtgewichts-Doppelzweier.
Angelika Brand startete bis 1998 für den Karlsruher RV Wiking und ab 1999 für den DRC von 1884 Hannover. 1997 siegte Brand zusammen mit Michelle Darvill, Valerie Viehoff und Karin Stephan bei den Deutschen Meisterschaften im Leichtgewichts-Doppelvierer. Zusammen mit Michelle Darvill gewann sie auch den Titel im Leichtgewichts-Doppelzweier. Bei den Weltmeisterschaften 1997 auf dem Lac d’Aiguebelette siegten Darvill und Brand vor den Däninnen und den Rumäninnen. 1998 konnten sich Darvill und Brand nicht mehr für die Weltmeisterschaften qualifizieren, dort ruderten Claudia Blasberg und Karin Stephan und wurden Zweite.
1999 gewann Angelika Brand den Deutschen Meistertitel im Leichtgewichts-Einer. Bei den Weltmeisterschaften in St. Catharines belegte sie mit Maja Darmstadt, Anna Kleinz und Christine Morawitz den zweiten Platz im Leichtgewichts-Doppelvierer hinter den Ruderinnen aus den Vereinigten Staaten. 2000 verteidigte Brand ihren Meistertitel im Leichtgewichts-Einer. Zusammen mit Claudia Blasberg, Valerie Viehoff und Katja Cadorin siegte sie auch im Leichtgewichts-Doppelvierer. Zum Abschluss ihrer Karriere startete sie im Einer bei den Weltmeisterschaften 2000 in Zagreb. Dort gewann sie Silber hinter der Finnin Laila Finska-Bezerra.